# Замразеният
„Замразеният“ (на френски: Hibernatus) е френско-италианска фантастична кинокомедия от 1969 г. на френския кинорежисьор Едуар Молинаро. Сценарият е на Жан-Бернар Люк и Жак Вилфрид. Главната роля на Юбер дьо Тартас се изпълнява от френския киноартист Луи дьо Фюнес. В ролята на Едуар Лориеба е френския киноактьор от британски произход Майкъл Лонсдейл. В ролята на Едме дьо Тартас е френската киноактриса Клод Жансак.

## Сюжет
Внимание:  Текстът по-долу разкрива сюжета на произведението (или части от него)!
Юбер дьо Тартас е богат фабрикант. Той е втрещен от новината, която му поднасят учените, че дядото на жена му е намерен в Гренландия, където е изчезнал през 1905 г. Но вместо старец на прага на дома му се появява 25-годишен младеж, който десетилетия наред е бил замразен сред вечните ледове на Гренландия. За да се крепи крехкото му здраве, всички трябва да се преструват, че e отново 1905 г. и да се обличат в дрехи от онова време...

## В ролите
| Изпълнител      | Роля                                 |
| --------------- | ------------------------------------ |
| Луи дьо Фюнес   | Юбер дьо Тартас                      |
| Клод Жансак     | Едме дьо Тартас                      |
| Майкъл Лонсдейл | професор Едуар Лориеба               |
| Паскал Мазоти   | професор Едуар Биболини              |
| Бернар Алан     | Пол Фурние, (Замразеният), дядо Едме |
| Мартина Кели    | Софи                                 |
| Пол Пребоа      | Шарл                                 |
| Ив Венсан       | мисю Крепен-Жожар                    |
| Аник Алан       | мадам Крепен-Жожар                   |